# Hemicyclops thompsoni
Hemicyclops thompsoni is een eenoogkreeftjessoort uit de familie van de Clausidiidae. De wetenschappelijke naam van de soort is voor het eerst geldig gepubliceerd in 1888 door Canu.